# 萨尔纳诺
萨尔纳诺（義大利語：Sarnano），是意大利马切拉塔省的一个市镇。总面积62平方公里，人口3448人，人口密度55.6人/平方公里（2009年）。ISTAT代码为043049。